# Col·legiata de la Santa Creu
La col·legiata de la Santa Creu a Lieja, avui a Bèlgica, és una església en estil gòtic amb elements romànics anteriors, un dels monuments majors de la ciutat. Monument protegit des del 1936 va ser declarat «patrimoni excepcional de Valònia» el 1997.
La col·legiata va ser fundada el 979 i consagrada el 986 pel príncep-bisbe Notger. El capítol va ser dissolt durant l'ocupació francesa el 1797. En aplicació del concordat del 1801 va ser tornat al culte catòlic com a església parroquial el 1802. El 1846, l'arquitecte Jean-Charles Delsaux va emprendre una restauració durant la qual va afegir elements neogòtics.
El monument és en mal estat i va ser tancat al públic el 2005. El 2013, la fundació World Monument Watch va posar l'edifici a la llista de 67 monuments mundials en perill. Des del 1998 l'associació SOS Sainte-Croix lluita per a la seva restauració. El 2017 el govern való finalment va decidir començar les obres, amb com prioritat l'estabilitat i el teulat. L'església serà transformada en centre ecumènic obert a totes les religions i un equip d'interpretació per als turistes, com a inici d'un circuit de les set col·legiates de Lieja: Sant-Pere, Santa Creu, Sant Pau, Sant Joan, Sant Dionís, Sant Martí i Sant Bartomeu.

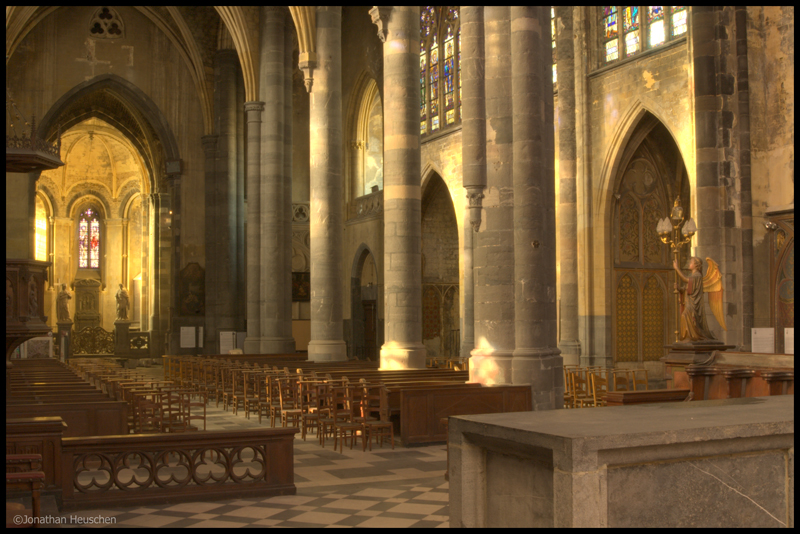
Vista interior
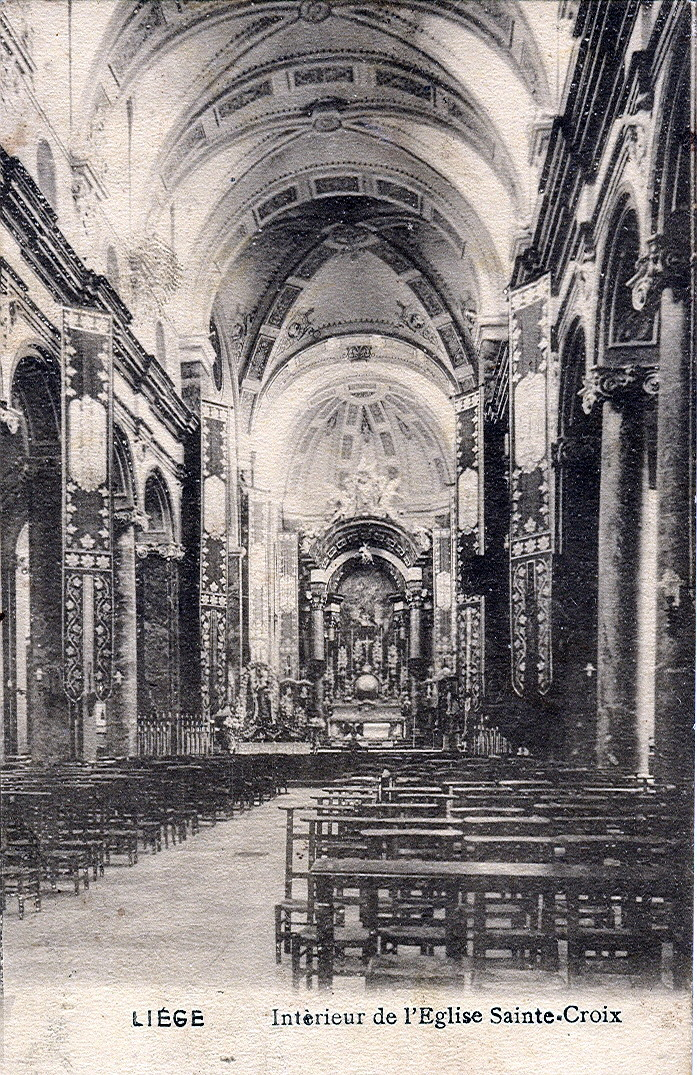
Vista interior vers 1915
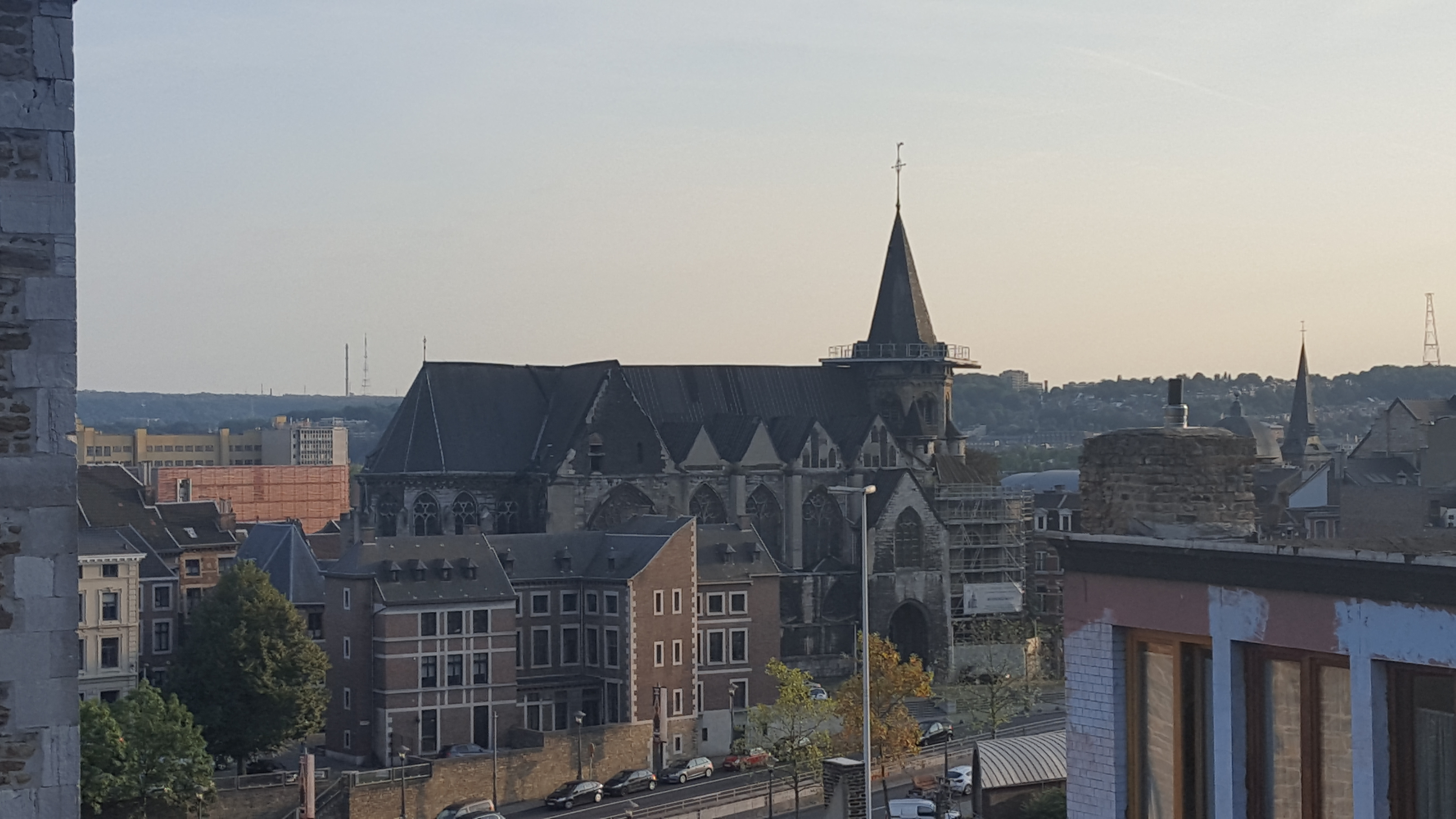
Vista general de la façana septentrional